# Grua damisel·la
La grua damisel·la (Anthropoides virgo) és una espècie de grua adaptada al medi estepari, que es reprodueix principalment a l'Àsia central, migrant en hivern cap a l'Àfrica i l'Àsia meridional. No se n'han descrit subespècies. Alguns autors la van incloure al gènere Grus.

## Morfologia
- Fa 85-100 cm de llargària, amb una envergadura de 155-180 cm.[2]
- El plomatge és d'un color general gris, amb les galtes, gola i zona pectoral negres. Les ales estan combinades de negre i gris.
- El bec és curt, verd grisenc i taronja i les potes taronja.
- Un plomall blanc penja cap arrere des dels ulls.
- Té un cant fort, com una botzina aguda. "Balla" fent salts com altres grues.

## Hàbitat i distribució
Durant l'època de reproducció, habiten les zones pantanoses, mentre que a l'hivern romanen sobre pastures seques.
Les grues damisel·les fan una de les migracions més dures de totes les aus. Entre finals d'agost i setembre, es reuneixen en bandades de fins a 400 individus i es preparen per al seu vol cap a l'àrea d'hivernada. Durant el vol migratori cap al sud, arriben a una alçada d'entre 4900-7900 m. Al llarg del camí han de creuar l'Himàlaia per arribar als seus llocs d'hivernada a l'Índia, molts moren a causa de la fatiga, la fam i la depredació de rapinyaires com les àguiles. En les seves àrees d'hivernada, s'han observat manades mixtes de grues damisel·les i comunes de fins a 20.000 individus. Al març i abril, comencen el seu viatge de tornada cap a les seves zones de nidificació del nord.

## Reproducció
La maduresa sexual és relativament tardana i no es reprodueix fins als tres o quatre anys. A l'abril o maig, fan un niu rudimentari i poc voluminós a terra, relativament prop d'un riu o llac. Hi pon uns dos ous, que coven els dos pares alternativament, durant 27-29 dies. Els pollets romanen al niu 55 - 65 dies. Al final de l'estiu, els joves marxen del niu, però romanen prop dels seus pares.

## Alimentació
A l'hivern la dieta és principalment d'origen vegetal: cereals i brots variats que es troben a les pastures i camps. No obstant això, a la primavera i l'estiu, varien la dieta, afegint-hi insectes i petits invertebrats.